# Ivan Zarevic

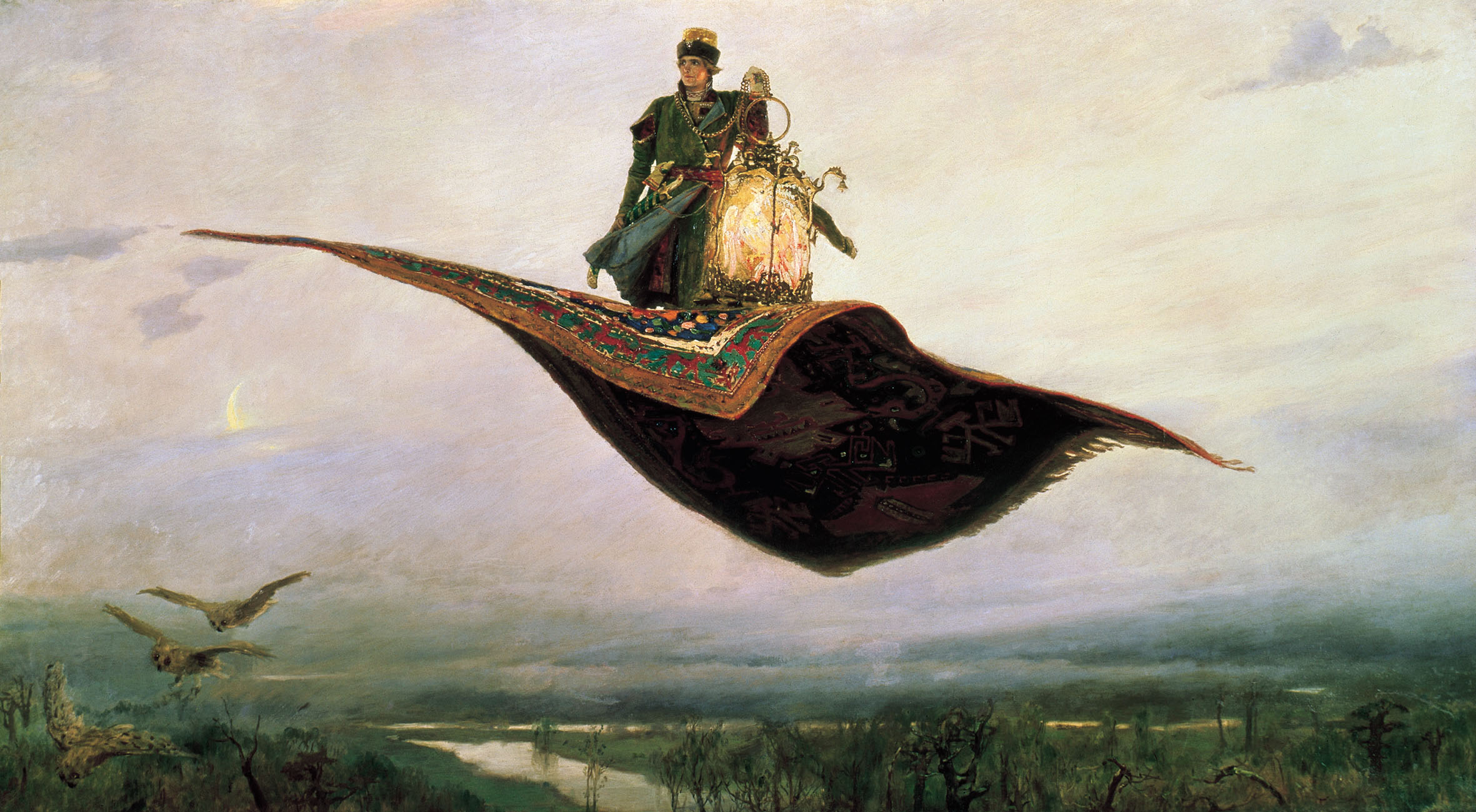
Ivan Zarevic e l'uccello di fuoco su un tappeto volante. Dipinto di Viktor Michajlovič Vasnecov del 1848.

Ivan Zarevic (in russo Иван Царевич o Иван-Царевич, letteralmente Ivan lo Zarevic) è uno dei principali eroi del folklore russo. Si tratta di una figura generalmente positiva, normalmente impegnata a confrontarsi con il crudele Košej.
Ivan è spesso, ma non sempre, indicato come il più giovane di tre figli, un personaggio tipo comune nella rappresentazione archetipica dell'eroe. Dotato di poteri magici, il giovane principe possiede una spada magica chiamata Kladeneč. 
Nella fiaba «I tre reami», il principe Ivan è detto essere il figlio di Nastassja dalla treccia d'oro. Diversi racconti della tradizione popolare russa ascrivono a Ivan diverse mogli tra cui Yelena la Bella protagonista di «Ivan Zarevic, l'uccello di fuoco e il lupo grigio», Vasilisa la Saggia della favola «La principessa rana» e Marya Morevna.

## Fiabe
Tra le più note:
- Ivan Zarevic, l'uccello di fuoco e il lupo grigio.
- La principessa rana (altrimenti nota come Carevna la rana e Vasilisa la Saggia)
- Il Re del Mare e Vasilisa la Saggia
- La fiaba delle mele dell'eterna giovinezza e dell'acqua della vita
- La morte di Košej l'Immortale (altrimenti nota come Marya Morevna)